# Essence synthétique

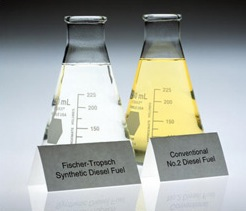
Comparaison du gazole synthétique, obtenu par le procédé Fischer-Tropsch, et du gazole no 2, obtenu à partir de pétrole. L'essence synthétique est plus transparente, car moins chargée en soufre et en composés aromatiques.

 (juillet 2020).
Si vous disposez d'ouvrages ou d'articles de référence ou si vous connaissez des sites web de qualité traitant du thème abordé ici, merci de compléter l'article en donnant les références utiles à sa vérifiabilité et en les liant à la section « Notes et références ».
L'essence synthétique (ou carburant synthétique) est un mélange d'hydrocarbures non dérivés du pétrole, mais obtenus à partir d'une autre source telle que la houille ou le lignite, ou à partir de gaz naturel (biométhane éventuellement) par le procédé Gas to liquids (en).
L'essence synthétique a été produite à grande échelle pour la première fois pendant la Seconde Guerre mondiale par l'industrie chimique allemande afin d'approvisionner la Wehrmacht et la Luftwaffe qui manquaient de pétrole. Les territoires conquis par le Troisième Reich n'étaient en effet pas de gros producteurs de pétrole (en dehors de la Galicie et de la Roumanie) et la guerre empêchait l'Allemagne d'acheter du pétrole aux pays producteurs de l'époque après 1940. Par ailleurs, les forces allemandes tant terrestres qu'aériennes étaient grosses consommatrices de carburant.

## Histoire

### Avant 1939
Divers procédés de liquéfaction du charbon ont été élaborés avant la Seconde Guerre mondiale. Eugène Houdry, en France, fabrique de l'essence à partir de lignite (années 1920), mais le procédé est trop coûteux, il est abandonné en 1930. En 1920, deux chimistes allemands, Fischer et Tropsch, parviennent à liquéfier un gaz synthétique produit à partir du charbon grâce au procédé Fischer-Tropsch.
Un autre procédé mis au point par Friedrich Bergius est appelé « liquéfaction directe ». Il consiste à faire réagir de l'hydrogène avec du charbon et des goudrons à une température de 450 °C, sous une pression de 200 atmosphères, en présence d'un catalyseur.
Les moteurs à haut taux de compression tendent à l'auto-allumage. Un carburant à haut indice d'octane est donc nécessaire pour éviter des problèmes. Depuis les années 1930 et jusqu'en 1980 environ on augmentait cet indice en ajoutant du tétraéthylplomb vendu sous le nom d'Ethyl. La compagnie Ethyl Gasoline Corporation fondée par Standard Oil (ESSO/EXXON) et General Motors en a fourni en quantité au régime nazi et ce avant même que l'usine allemande ne soit opérationnelle, juste avant l'invasion de la Pologne ; de plus, la compagnie DuPont échangea des informations techniques avec IG Farben concernant la chimie de l'éthyle, pour mettre au point le procédé.

### Essor dû à la Seconde Guerre mondiale
Ce sont les impératifs militaires allemands qui forcent à l'usage d'essence synthétique. De 108 000 tonnes en 1933, la production passe à 468 000 tonnes en 1936, 901 000 en 1939, 1 136 000 en 1941, et 1 917 000 en 1943, soit le record. L'essence synthétique spéciale pour l'aviation passe de 67 054 tonnes en 1936 à 154 781 tonnes en 1939. En comparaison, l'exploitation des puits de pétrole dans le Reich atteint un maximum de 1 989 000 tonnes en 1944. On estime que l'industrie de l'essence synthétique a satisfait près du tiers des besoins allemands.
De nombreuses usines en fabriquent, avec des rendements variables. Certaines sont situées dans les camps de concentration (la Pologne conservera quelque temps une unité d'essai à Auschwitz). La principale usine de production d'essence synthétique était située sur le site industriel de Blechhammer.
Ces usines sont visées par les bombardements alliés dès 1940. À partir de la deuxième moitié de l'année 1943, l'état-major américain vise plus systématiquement les usines d'essence synthétique après avoir ciblé en priorité la construction aéronautique, les chantiers navals, le réseau ferroviaire et les centrales électriques. Après les opérations de débarquement, les Alliés déclenchent une guerre aérienne contre ces usines afin de mettre hors de combat l'aviation allemande de chasse. L'opération la plus importante a lieu le 12 mai 1944 : l'essentiel de cinq des plus grandes installations sont détruites par 935 bombardiers lourds accompagnés de nombreux chasseurs. La capacité de production s'en trouve réduite de 570 000 tonnes dont 270 000 pour l'aviation.
À la suite de la défaite nazie, les données et rapports techniques relatifs ont été récupérés par la Technical Oil Mission (TOM) anglo-américaine. L'abandon du procédé Fischer-Tropsch pour la fabrication de carburant s'imposa par la suite après la découverte des champs pétrolifères d'Arabie saoudite : la voie synthétique ne représentait plus une alternative rentable vis-à-vis du pétrole.
Cependant, dans les années 1960, l'Afrique du Sud développa une importante industrie de produits pétroliers synthétiques. Elle y fut contrainte pour deux raisons : les sanctions économiques imposées par l'assemblée générale des Nations unies à partir de 1962 en raison de l'apartheid, puis, bien plus tard, par l'arrêt des livraisons en provenance de l'Iran. L'Iran était en effet le seul fournisseur de pétrole de l'Afrique du Sud, jusqu'à la révolution qui renversa le régime du Shah.

## Fabrication

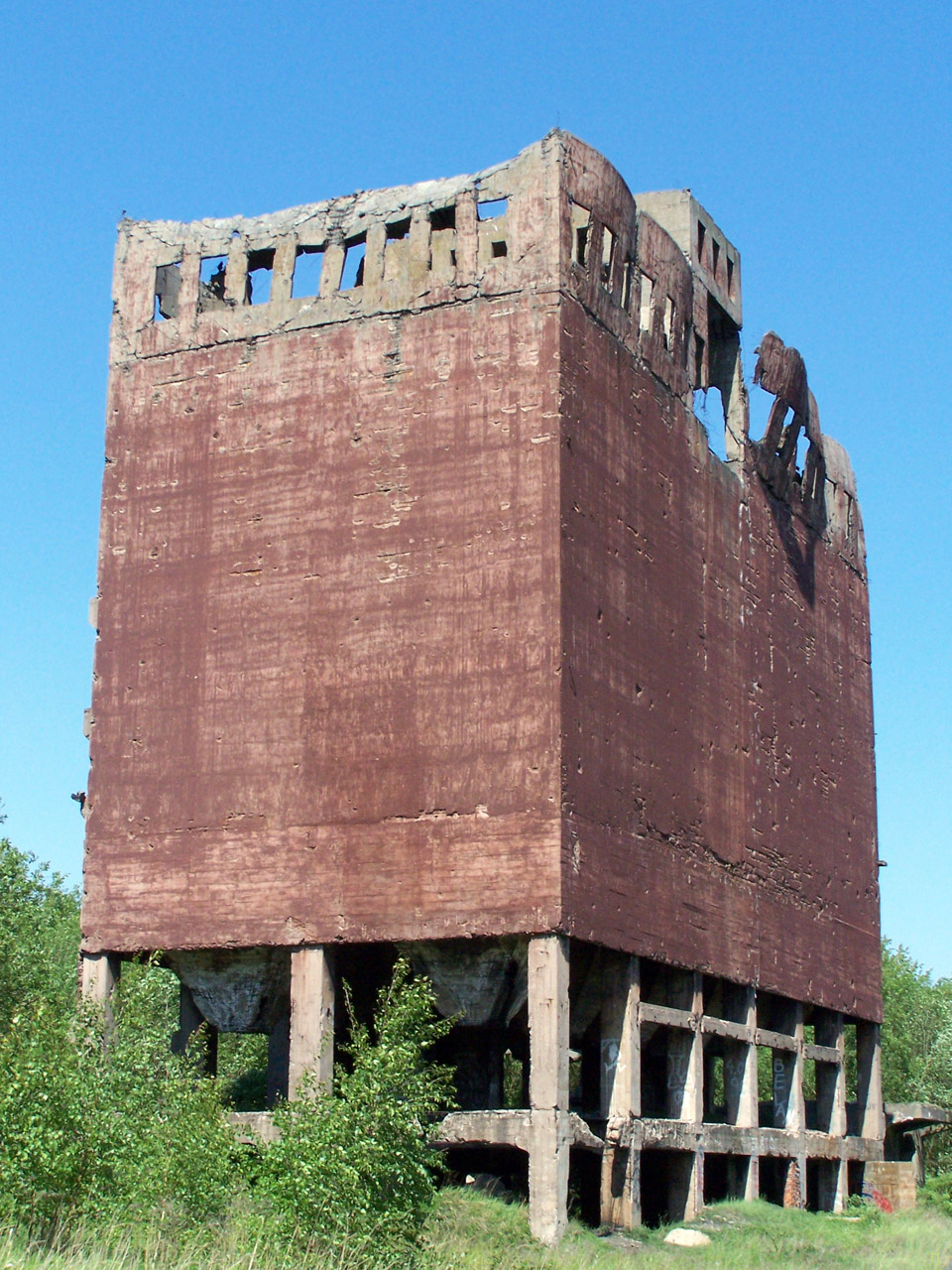
Ruines d'une usine allemande d'essence synthétique (Hydrierwerke Pölitz – Aktiengesellschaft) à Police (Pologne).

Un carburant de synthèse peut en théorie être produit à partir de toute matière première contenant du carbone et de l'hydrogène : charbon, biomasse (déchets agricoles, ménagers, industriels…), ou gaz naturel. Les étapes sont les suivantes :
1. production d'un gaz de synthèse (mélange de monoxyde de carbone CO et de dihydrogène H2) par vaporeformage, gazéification ou oxydation partielle ;
2. transformation de ce gaz en brut de synthèse composé de molécules linéaires comprenant typiquement de 1 à 80 atomes de carbone (procédé Fischer-Tropsch) ;
3. hydrocraquage du brut de synthèse en produits finaux (naphta, kérosène, essence ou gazole, huiles de base pour lubrifiants, cires, produits de spécialité).

On parle des filières CTL (coal to liquids, « du charbon vers les liquides »), BTL (biomass to liquid (en), « de la biomasse vers les liquides »), GTL (gas to liquids (en), « du gaz vers les liquides ») en fonction de la matière première.
La principale coupe pétrolière issue de ce procédé est en général le carburant, car c'est le marché le plus vaste. Ce carburant est soit de l'essence, soit du gazole, en fonction de la variante technologique utilisée pour la conversion Fischer-Tropsch.
Ce gazole d'excellente qualité bénéficie d'un indice de cétane (combustion) très élevé : il ne contient ni soufre, ni molécule aromatique (benzène, toluène) et sa combustion produit moins de particules fines qu'un gazole traditionnel. Compte tenu de la réglementation et de sa densité plus faible, ce carburant est pour l'instant utilisé en mélange avec le gazole. Liquide, il ne nécessite aucune transformation des moteurs ni réseau de distribution dédié… Ces qualités pourraient selon ses promoteurs en faire le gazole propre des villes de demain.
L'US Air Force procède de son côté à un vaste programme d'essais sur l'ensemble de sa flotte. Ces essais, qui seront achevés en 2011, ont pour objectif de réduire sa dépendance énergétique grâce à un approvisionnement de 50 % en carburants synthétiques.
Les enjeux économiques du CTL sont considérables. Le coût d'une unité industrielle est de plusieurs milliards d'euros. L'indicateur économique du prix de revient d'une unité est le « prix équivalent de pétrole brut », dont les valeurs communiquées par les industriels et dans la littérature sont extrêmement variables : de 35 à 90 dollars par baril[Quand ?].
L'enjeu essentiel du CTL est l'indépendance énergétique. Nombreux en effet sont les pays riches en charbon et relativement pauvres en pétrole, comme les trois géants que sont les États-Unis, la Chine et l'Inde. C'est dans ces pays que l'on trouve l'essentiel de la trentaine de projets à l'étude en 2009.
Le prix international de la Liquéfaction du charbon a été décerné, pour l'année 2009, au Dr. Theo Lee, vice-président et Chief Technology Officer de Headwaters CTL (USA), en conclusion de la conférence.

## Bilan environnemental
En l'état actuel des connaissances techniques, la production de synfuel est aussi émettrice de dioxyde de carbone (CO2) que le raffinage, voire bien davantage, lorsqu'il est issu du charbon. Et l'état des technologies en fait un mode de production d'énergie très consommateur d'énergie, et donc coûteux.
Cependant, le bilan environnemental des unités de production d'hydrocarbures de synthèse peut être nettement amélioré, et prendre l'avantage sur la production conventionnelle à partir de pétrole brut, grâce à la mise en place de capture et séquestration du dioxyde de carbone, appelée « CCS » pour « Carbon Capture and Storage ». Le coût du CCS est élevé dans le cas plus généralement étudié des centrales électriques au charbon, en raison surtout de la complexité de la séparation du dioxyde de carbone de l'azote de l'air. Dans une unité des productions de carburants de synthèse, ce coût est réduit d'environ 85 %, du fait que le dioxyde de carbone est séparé de l'azote par le procédé lui-même.
Le développement de la filière BTL (« Biomass to liquid (en) »), variante des gazéifications de la biomasse, présente une alternative. Les biocarburants 2e génération ainsi produits utilisent l'ensemble des plantes, pailles, tiges, déchets, bois et non pas les seules graines ou fruits comme les biocarburants actuels. Mais la filière BTL n'en est qu'à ses balbutiements. Si de nombreux projets de recherche sont en cours, aucune unité industrielle n'est encore active. Cependant, des unités pilotes BTL doivent également entrer en production prochainement en Allemagne. La filière BTL est confrontée à un problème majeur car les quantités de biomasse nécessaires sont énormes : il faut donc trouver un « gisement » suffisant et résoudre également les difficultés logistiques pour acheminer toute cette biomasse vers l'usine BTL.
Le « CBTL », combinaison du Coal-To-Liquids et BTL, offre des perspectives particulièrement intéressantes sur le plan environnemental. À titre d'exemple, l'émission globale « du puits à la roue de la voiture » d'un gazole dans une unité alimentée par 85 % de charbon et 15 % de biomasse et équipée d'un CCS serait inférieure de 30 % à celle d'un gazole produit classiquement à partir de pétrole brut.

## Le renouveau de la filière GTL
Shell et PetroSA ont chacune mis en marche une unité GTL (Gas to liquids, du gaz aux liquides en français) de taille intermédiaire en 1993 : 12 500 barils par jour pour l'usine de Shell à Bintulu (Malaisie), 24 000 barils par jour pour l'usine de PetroSA à Mossel Bay (Afrique du Sud). La renaissance du GTL (encore à confirmer) date des années 2000. Sasol, Chevron, Shell, ExxonMobil, Syntroleum (en), ont notamment signé des accords avec Qatar Petroleum au Qatar, dont les réserves gazières sont considérables, mais depuis, la plupart de ces projets ont été annulés. La première unité de production est entrée en production début 2007, Oryx GTL (34 000 barils par jour), qui appartient à Sasol et Qatar Petroleum. Shell a également débuté fin 2006 la construction de Pearl GTL, usine géante de 140 000 barils par jour. Combinés, l'ensemble des unités GTL opérationnelles devraient produire à l'horizon 2011 quelque 250 000 barils par jour (la production totale de pétrole étant de l'ordre de 84 millions de barils par jour). Un autre projet important est également en cours de construction au Nigeria (Escravos GTL, 34 000 barils par jour). Tous les autres projets GTL envisagés jusqu'ici sont suspendus, que ce soit en Algérie (Tinrhert 36 000 barils par jour), Égypte, Indonésie, Bolivie, Afrique du Sud… Cette dernière reste le premier producteur de carburants synthétiques au monde (200 000 barils par jour), avec sa production issue du charbon. La Chine se lance également dans de grands projets de carburants extraits du charbon.
L'Agence internationale de l'énergie (AIE) estime à 2,4 millions de barils par jour la capacité de GTL installée à l'horizon 2030… chiffre à mettre en perspective avec la prévision concernant l'évolution de la demande à la même échéance : 120 millions de barils par jour.
En mars 2006 en Europe, trois constructeurs automobiles (DaimlerChrysler, Renault, VW) et deux pétroliers (Chevron, Shell) ont fondé l'AFSE (Alliance for synthetic fuels in Europe) dont l'objectif est de promouvoir ces carburants en Europe.
Le 1er février 2008, Airbus teste en condition réelle à bord d'un Airbus A380 l'utilisation du GTL en tant que carburant (mélangé avec 60 % de kérosène) pour l'un des quatre réacteurs de l'avion.